# Las viudas
Pour plus de détails, voir Fiche technique et Distribution.
Las viudas est un film espagnol réalisé par Pedro Lazaga (sketch : Luna de miel), Julio Coll (sketch : El aniversario) et José María Forqué (sketch : El retrato de Regino), sorti en 1966.

## Synopsis
Quand et comment trois femmes, Sofía, Ana et Paula sont devenus veuves. Et comment elles vivront après de bouleversement.

## Fiche technique
- Titre original : Las viudas (littéralement: Les Veuves)
- Réalisation : Pedro Lazaga, Julio Coll et José María Forqué
- Assistant réalisateur : Paul Naschy
- Scénario : Pedro Masó, Rafael J. Salvia
- Directeurs de la photographie : Cecilio Paniagua (1), Mario Pacheco (2) et Juan Mariné (3)
- Décors : Antonio Simont
- Musique : Augusto Algueró
- Montage : Alfonso Santacana
- Producteur : Pedro Masó
- Sociétés de production : C.B. Films, Pedro Masó P.C.
- Société de distribution : C.B. Films
- Pays de production :  Espagne
- Durée : 97 minutes
- Date de sortie : 
  - Espagne : 27 octobre 1968

## Distribution
- Arturo Fernández : Enrique (épisode Lune de miel)
- Irán Eory : Sofía (épisode Lune de miel)
- Alberto Closas : Alberto (épisode L'anniversaire)
- Julia Gutiérrez Caba : Ana (épisode L'anniversaire)
- José Luis López Vázquez : Regino	(épisode L'anniversaire)
- Gabriella Pallotta : Paula (épisode L'anniversaire)